# U81 (潜水艦・2代)
| 画像をアップロード |                                                                                            |
| 艦歴               |                                                                                            |
| 計画               |                                                                                            |
| 起工               | 1940年5月11日                                                                              |
| 進水               | 1941年2月22日                                                                              |
| 就役               | 1941年4月26日                                                                              |
| その後             | 1944年1月9日戦没                                                                           |
| 除籍               |                                                                                            |
| 性能諸元           |                                                                                            |
| 排水量             | 水上769ｔ、水中871ｔ                                                                       |
| 全長               | 67.10m、耐圧殻長50.50m                                                                     |
| 全幅               | 6.20m、耐圧殻幅4.70m                                                                       |
| 吃水               | 4.74m                                                                                      |
| 機関               | 水上：ディーゼル MAN M6V40/46過給機付き6気筒 2基 2,800-3,200hp(2,400kW)2軸                 |
| 速力               | 水上：17.7kt(32.8km/h) 水中：7.6kt(14.1km/h)                                               |
| 航続距離           | 水上：8,190海里(15,170km) 水中：81海里(150km)                                              |
| 燃料               |                                                                                            |
| 乗員               | 44-52名                                                                                    |
| 兵装               | 53.3cm魚雷発射管x5（艦首4、艦尾1 搭載魚雷14本） 45口径88mm単装砲1門 38式四連装2cm対空砲1基 |
| 備考               | 試験潜航深度：230m                                                                         |

U81は第二次世界大戦中に建造されたドイツ海軍のVII型潜水艦。

## 建造と就役
「U81」は1939年1月25日ブレーメンのノルト（北）管理区フェーゲザックにあるブレーマー・フルカン造船所に発注され、1940年5月11日に起工されて後9カ月で進水した。1941年2月22日に進水し、同年4月26日フリードリヒ・グッゲンベルガー中尉を最初の艦長に迎え就役した。グッゲンベルガー中尉の指揮下で「U81」は1941年4月26日から7月31日まで第1Uボート戦隊に配属され訓練を行なった。そして、第1Uボート戦隊所属のまま実戦につき、哨戒訓練を行なった。

## 艦歴

### 初期の哨戒
「U81」が最初に戦果をあげたのは、第2次哨戒のときでトロンハイムから北海を経て北大西洋でのことで、フランスのブレストへ配属になる前のことだった。この哨戒中にSC42船団と遭遇し、9月9日にイギリス船「エンパイア・スプリングバック」を、続いて9月10日には同じく「サリー・マークス」を沈め2隻合わせて8,843トンとなった。この後、「U81」は地中海派遣を命じられた艦の1隻となった。地中海へ向かう最初の試みは10月30日にイギリス空軍第209飛行隊所属のPBY カタリナ飛行艇の攻撃を受け、大きな損傷を負うという災難に見舞われ、ジブラルタル海峡を通過することができなかった。このカタリナは第53飛行隊所属のロッキード・ハドソンと協同して「U81」に対し爆雷を投下した。これにより「U81」は大きな損傷を受け、ブレストへ戻ることを余儀なくされた。ブレストで再度地中海へ侵入するために必要な修理を行なった。

### アーク・ロイヤルを沈める

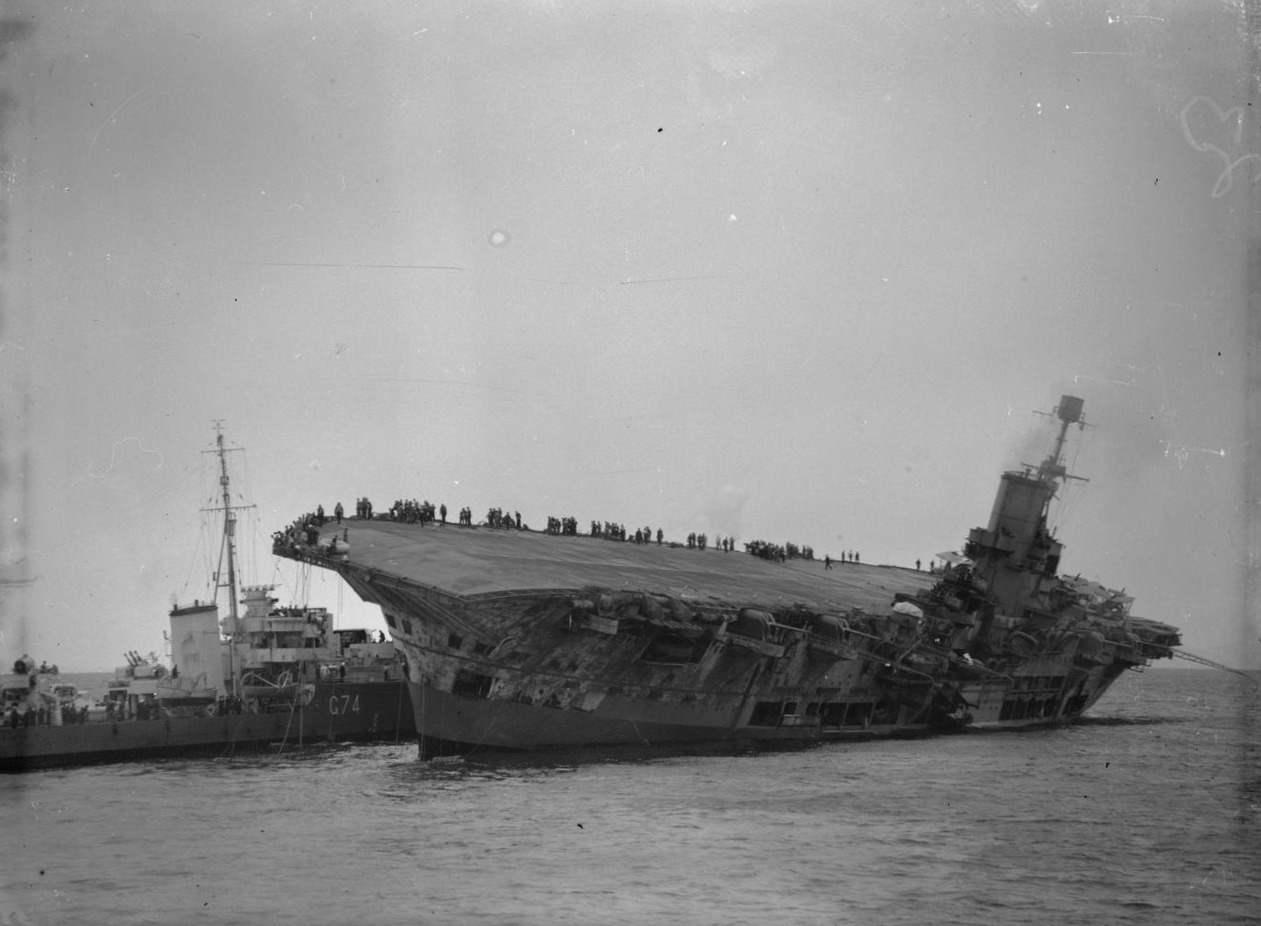
損傷を負い傾いた「アーク・ロイヤル」の生存者救出のため舷側に接近しているイギリス海軍駆逐艦「リージョン」

11月4日、「U81」はブレストからラ・スペツィアへ向かって出港した。11月13日にジブラルタル海峡を通過し航行しているところで、ジブラルタルへ帰還途中のH部隊と遭遇した。「U81」は航空母艦「アーク・ロイヤル」へ向け魚雷を4発発射しその内の2発が命中した。このため護衛艦から爆雷攻撃を受けたもののこれをかわした。「アーク・ロイヤル」は、救難作業にもかかわらず攻撃を受けた約12時間後には放棄されることとなり、その約2時間後に転覆して沈んだ。乗員の犠牲者は魚雷の爆発が原因での1名だけだった。「U81」は12月1日にラ・スペツィアに到着し、第29Uボート戦隊に合流した。

### 地中海での哨戒
「U81」は第4次哨戒では何の戦果も得られなかった。1942年4月4日地中海東部へ向けて第5次哨戒に出航した。4月16日にエジプトの帆船「バブ・エル・ファラグ」と「ファトウ・エル・カール」に加え、イギリス船「カスピア」と自由フランス海軍対潜トロール漁船改造艇「ヴィーキングス」も沈めた。「U81」はさらに4月19日にエジプト帆船「ヘフツ・エル・ラーマン」を、4月22日に「エル・サーディアー」ともう1隻を沈めた。「U81」は4月25日まで哨戒を行いサラミスに入港し、この22日間で7隻7,682トンの船を沈めた。サラミスからの第6次哨戒では戦果を得られず、次の第7次哨戒でイギリス船「アーヴル」を6月10日に沈め、ラ・スペツィアに戻った「U81」の第8次哨戒は地中海西部で行なわれた。イギリス船「ガーリング」を11月10日に沈め、トーチ作戦中の1船団の攻撃に向かい11月13日に「マロン」を沈めた。
「U81」の次の哨戒は戦果がなく、しばらくポーラ方面へ移動した。12月25日に艦長がグッゲンベルガーからヨハン・オットー・クリーク（de:Johann-Otto Krieg）中尉へ交代した。「U81」は1943年1月30日、ポーラから次の哨戒に出航した。2月10日にオランダ船「サロエナ」に損傷を与え、翌11日には4隻の帆船、エジプト船「アル・カスバナー」、「サッバーフ・エル・キール」とレバノン船「フスニ」及びパレスチナ船「ドルフィン」を沈めた。U-81は2月19日にサラミスに入港し、21日間の哨戒で4隻388トンを沈め、1隻6,671トンに損傷を与えた。
次の第11次哨戒ではエジプト帆船「ブーギー」、「マワッハーブ・アッラー」及び「ロスディ」を沈めたが、実質的にはたいした戦果ではなく、次の哨戒任務で戦果をあげることができた。第12次哨戒で、6月17日にイギリス兵員輸送船「ヨーマ」を沈め、続いて25日にはエジプト帆船「ニスル」を、26日にはシリア帆船「ネリー」及び「トウフィック・アッラー」を沈めた。同27日にはギリシア船「ミカリオス」を沈めたが、ラタキア沖で海岸砲の攻撃を受けた。次の第13次哨戒で7月22日「エンパイア・ムーン」に魚雷を命中させ重大な損傷を与えた。これにより、「エンパイア・ムーン」は戦争終了まで修理を要することとなった。
それ以降の3次の哨戒では、11月18日（第16次哨戒）で「エンパイア・ダンスタン」を沈めた他は戦果が無かった。

## 最期
「U81」は1944年1月9日11時30分ポーラ基地でアメリカ合衆国軍爆撃機から爆撃を受けた。この爆撃により沈没し2名の乗組員が死亡し44人が生存した。残骸は1944年4月22日に引き上げられ解体された。「U81」は17次にわたる哨戒を行ない、23隻合計63,289トンの船を沈め他に2隻合計14,143トンに損傷を与えた。

## 戦果一覧
| 日付           | 船名                         | 国籍                         | トン数 | 結果 |
| -------------- | ---------------------------- | ---------------------------- | ------ | ---- |
| 1941年9月9日   | エンパイア・スプリングバック | イギリス                     | 5,591  | 沈没 |
| 1941年9月10日  | サリー・マースク             | イギリス                     | 3,252  | 沈没 |
| 1941年11月13日 | アーク・ロイヤル             | イギリス海軍                 | 22,600 | 沈没 |
| 1942年4月16日  | バブ・エル・ハラグ           | エジプト王国                 | 105    | 沈没 |
| 1942年4月16日  | カスピア                     | イギリス                     | 6,018  | 沈没 |
| 1942年4月16日  | ファトゥヘル・エル・ラフマン | エジプト王国                 | 97     | 沈没 |
| 1942年4月16日  | ヴィーキングス               | 自由フランス海軍             | 1,150  | 沈没 |
| 1942年4月19日  | ヘフツ・エル・ラーマン       | エジプト王国                 | 90     | 沈没 |
| 1942年4月22日  | エル・サーディアー           | エジプト王国                 | 122    | 沈没 |
| 1942年4月22日  | アジザ                       | エジプト王国                 | 100    | 沈没 |
| 1942年4月22日  | アーヴル                     | イギリス                     | 2,073  | 沈没 |
| 1942年11月10日 | ガーリング                   | イギリス                     | 2,012  | 沈没 |
| 1942年11月13日 | マロン                       | イギリス                     | 6,487  | 沈没 |
| 1943年2月10日  | サロエナ                     | オランダ                     | 6,671  | 損傷 |
| 1943年2月11日  | アル・カスバナー             | エジプト王国                 | 110    | 沈没 |
| 1943年2月11日  | ドルフィン                   | イギリス委任統治領パレスチナ | 135    | 沈没 |
| 1943年2月11日  | フスニ                       | 大レバノン                   | 107    | 沈没 |
| 1943年2月11日  | サッバーフ・エル・キール     | エジプト王国                 | 36     | 沈没 |
| 1943年3月20日  | ブーギー                     | エジプト王国                 | 244    | 沈没 |
| 1943年3月20日  | マワッハーブ・アッラー       | シリア第二共和国             | 77     | 沈没 |
| 1943年3月28日  | ロスディ                     | エジプト王国                 | 133    | 沈没 |
| 1943年6月17日  | ヨーマ                       | イギリス                     | 8,131  | 沈没 |
| 1943年6月25日  | ニスル                       | エジプト王国                 | 80     | 沈没 |
| 1943年6月26日  | ネリー                       | シリア第二共和国             | 80     | 沈没 |
| 1943年6月26日  | トウフィック・アッラー       | シリア第二共和国             | 75     | 沈没 |
| 1943年6月27日  | ミカリオス                   | ギリシャ                     | 3,742  | 沈没 |
| 1943年7月22日  | エンパイア・ムーン           | イギリス                     | 7,472  | 全損 |
| 1943年11月18日 | エンパイア・ダンスタン       | イギリス                     | 2,887  | 沈没 |

### 訳注
1. 1 2 3 4 5  U-81 uboat.net 「U81」の概要 2010年11月8日閲覧。
2. ↑  Patrol info for U-81 uboat.net 第2次哨戒 2010年11月8日閲覧。
3. ↑  HMS Ark Royal (91) uboat.net 「アーク・ロイヤル」の沈没 2010年11月8日閲覧。
4. ↑  Patrol info for U-81 uboat.net 第3次哨戒 2010年11月8日閲覧。
5. ↑  Patrol info for U-81 uboat.net 第5次哨戒 2010年11月8日閲覧。
6. ↑  Patrol info for U-81 uboat.net 第7次哨戒 2010年11月8日閲覧。
7. ↑  Patrol info for U-81 uboat.net 第8次哨戒 2010年11月9日閲覧。
8. ↑  Patrol info for U-81 uboat.net 第10次哨戒 2010年11月9日閲覧。
9. ↑  Patrol info for U-81 uboat.net 第11次哨戒 2010年11月9日閲覧。
10. ↑  Patrol info for U-81 uboat.net 第12次哨戒 2010年11月9日閲覧。
11. ↑  Patrol info for U-81 uboat.net 第13次哨戒 2010年11月9日閲覧。
12. ↑  Patrol info for U-81 uboat.net 第16次哨戒 2010年11月9日閲覧。

## ウェブサイト及び文献
- U-81 at Uboat.net
- Type VIIC U-boat at Uboat.net
- Mike Rossiter, Ark Royal: the life, death and rediscovery of the legendary Second World War aircraft carrier (Corgi Books, London, 2007). ISBN 978-0-552-15369-0
- William Jameson, Ark Royal: The Life of an Aircraft Carrier at War 1939-41 (Periscope Publishing Ltd, 2004). ISBN 1-90438-127-8
- 広田厚司 『恐るべきＵボート戦 : 沈める側と沈められる側のドラマ』 光人社、2005年、ISBN 4-7698-2466-1
- レオンス・ペイヤール（Léonce Peillard）著　『潜水艦戦争 : 1939−1945. 上』　長塚隆二訳、早川書房（ハヤカワNF文庫）、1997年、ISBN 4-15-050215-3